# Жданов, Александр Павлович (художник)
Алекса́ндр Па́влович Жда́нов (11 января 1938, Вёшенская, Ростовская область — 18 июля 2006, Вашингтон) — российский художник, один из родоначальников искусства ассамбляжа в России.

## Биография
Родился 11 января 1938 года в станице Вешенской, в казачьей семье. Отец, Павел Александрович Жданов — боевой офицер, участник Великой Отечественной войны. В армию был призван, будучи студентом Ростовского художественного училища. В доме Ждановых всегда были краски, поскольку тяга к художественному творчеству не покидала отца всю оставшуюся жизнь. По воспоминаниям Александра Жданова, «отец был хорошим мастером, с суховатой манерой письма». В 1964 году умер от рака.
Детство Жданова прошло в разных военных гарнизонах, по местам службы отца: в Архангельской области, Сибири и на Дальнем Востоке.
Окончил в Уссурийске среднюю школу-семилетку. После школы работал. Дважды пытался поступить во Владивостокское художественное училище, но оба раза безуспешно.
В 1957 году был призван в Советскую Армию.
В конце 1950-х родители переехали на жительство в Ростов-на-Дону. С 1962 по 1968 год Жданов учился в Ростовском художественном училище им. М. Б. Грекова на живописно-педагогическом отделении, откуда его неоднократно исключали за «антисоветчину». Официально причина исключения была сформулирована как «За систематическое злостное нарушение учебной программы», а также внешний вид, порочащий облик советского студента. Окончил Грековское училище Жданов в 1968 году (класс П. Н. Черенова), специальность — «художник-оформитель». Жил во время учёбы на улице Ленина в панельной хрущёвской пятитиэтажке (ныне — проспект Ленина, 115/1), вместе с родителями и братом Николаем.

«Детская коляска», 1964, ГТГ

В 1964 году Жданов создал свой знаменитый ассамбляж «Детская коляска». Спустя 50 лет, в 2015 году, этот ассамбляж пополнит собрание Государственной Третьяковской галереи. Старую коляску, послужившую материалом для ассамбляжа, Жданов подобрал на железнодорожном переезде у старого Ростовского мясокомбината.
По окончании РХУ по распределению вместе со своими друзьями-однокурсниками Л. Стукановым, В. Собко и Л. Пузиным попал в Воронеж, работал в Новоусманской художественно-оформительской мастерской.
В 1973 году Жданов перебрался в Москву. Посещал Академическую дачу в Вышнем Волочке и Дом творчества в Переславле-Залесском. Принимал активное участие в андерграундной художественной жизни, общался с Оскаром Рабиным, Олегом Целковым, Михаилом Чернышовым, Виталием Сазоновым. Участвовал в знаменитой «Бульдозерной выставке» (1974), приехав поддержать в Беляево друзей-художников, решившихся «официально» анонсировать своё участие в выставке (т. н. список Н. Эльской). Сам Жданов утверждал, что в «Бульдозерной выставке» как художник он участия не принимал.
В 1974 году женился на Галине Герасимовой.
В середине 1970-х годов Галина Герасимова сняла Жданову для пленэров комнату в живописнейшем местечке Подмосковья, академическом посёлке Мозжинка под Звенигородом. Жданов именовал свою летнюю резиденцию «Пристанищем» и работал там до самого отъезда из страны. В Пристанище вместе со Ждановым каждое лето работали его друг Леонид Стуканов, Юрий Фесенко, часто появлялись Вера Колганова, заезжали Юрий Шабельников, Олег Хаславский, Леонид Талочкин и другие.
В 1979 году Александр Жданов вступил в Московский горком художников-графиков, выставлялся на Малой Грузинской. Стал известен на Западе.
В июне 1982 года приёмная дочь Жданова, Васса Герасимова, будучи членом сборной СССР по синхронному плаванию, на соревнованиях в Испании бежала из гостиницы и попросила политического убежища в посольстве США.
После побега Вассы, Жданов и Герасимова в течение нескольких лет безуспешно добивались от властей разрешения на выезд.
В 1987 году Александр Жданов, будучи знаком с послом США в СССР Артуром Хартманом и другими дипломатами американского посольства, принял решение передать в дар народу США около полутора тысяч своих работ. Данное решение, по словам Жданова, было с энтузиазмом встречено дипломатами.
В октябре 1987 года художник и его жена, добиваясь разрешения на выезд, провели подряд 8 акций протеста. Последней каплей для терпения властей стала акция во время визита в Москву госсекретаря США Джорджа Шульца. 22 октября 1987 года Жданов и Герасимова приковали себя к дереву у ворот американского посольства в Москве. После этого демарша власти приказали им покинуть страну.
30 октября 1987 года Жданов и Герасимова эмигрировали. Сначала в Австрию, затем в США. Провожали их на Белорусском вокзале Леонид Талочкин, Юрий Фесенко, Вера Колганова, Михаил Ковальков, Владимир Сквирский.
Уже после эмиграции работы Жданова в 1990 году были показаны на знаменитой выставке «Другое искусство» в Государственной Третьяковской галерее.
Умер в Вашингтоне 18 июля 2006 года в больнице Хоуардского университета от удушья и сердечной недостаточности. Прах Александра Жданова, в соответствии с его волей, был развеян над рекой Шенандоа, неподалёку от его загородного дома в лесах предгорья Аппалачи (штат Вирджиния, Фронт-Роял).
Прощальный вечер и импровизированная выставка работ были проведены в любимом клубе Александра Жданова «Madam’s Organ», расположенном в районе Вашингтона Adams Morgan.
Работы Жданова на аукционах появляются редко. В 2017 году одна работа Жданова была продана на аукционе Sotheby’s.

## Работы А. П. Жданова находятся в коллекциях
- Государственная Третьяковская галерея, Москва.[1]
- Музей «Другое искусство», Москва.
- Ростовский областной музей изобразительных искусств, Ростов-на-Дону.
- Музей современного изобразительного искусства на Дмитровской, Ростов-на-Дону.
- Музей искусств XX—XXI вв., Коломна.
- Музей Джейн Вурхис Зиммерли, коллекция Нортона и Нэнси Додж, Рутгерский университет, кампус Нью-Брансвик, Нью-Джерси, США.[15]
- Коллекция Кенды и Якоба Бар‑Гера, Кёльн.
- Коллекция Валерии Гай Германики, Москва.
- Частные коллекции США, Германии, России.

## Персональные выставки

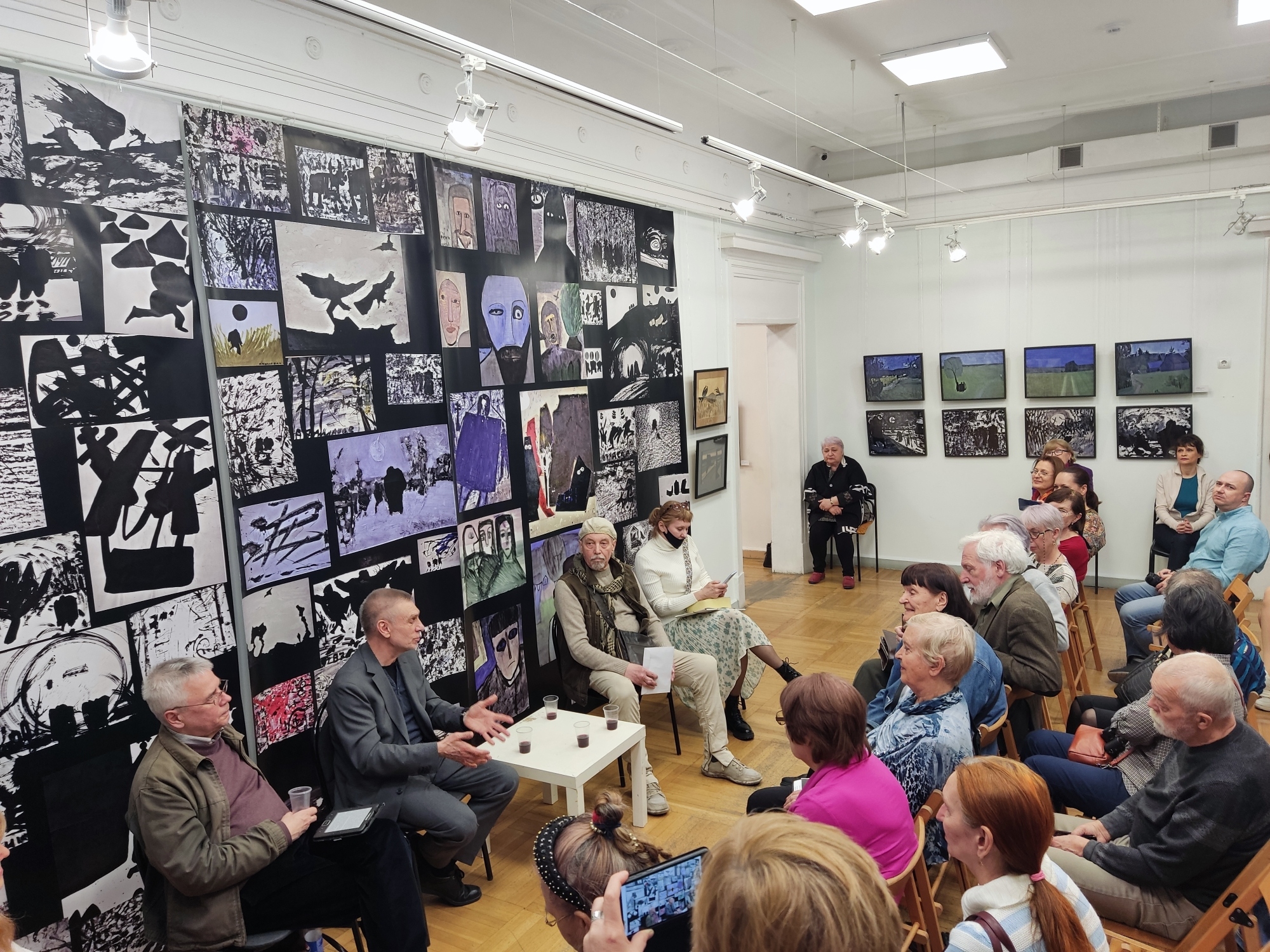
Открытие выставки «Александр Жданов. Последний Пан», 2023 год

- 2023 — «Александр Жданов. Последний Пан». Ростовский областной музей изобразительных искусств, Галерея ZHDANOV, Ростов-на-Дону.[16][17][18][19][20][21]
- 2012 — «Lest We Forget: Masters of Soviet Dissent» (совм. с Л. Лапиным). Charles Krause Reporting / Fine Art Gallery, Вашингтон.[22][23][24]
- 2003 — «Видимо/невидимо». Государственный музей Владимира Высоцкого, Галерея «Сэм Брук», Москва.[25][26]
- 2002 — «Шестидесятники: новый реализм» (совм. с М. Рогинским). Государственный музей Владимира Высоцкого, Галерея «Сэм Брук», Москва.[27]
- 2002 — «Две России» (совм. с Е. Струлёвым). Государственный институт искусствознания, Москва.[27]
- 1997 — «Жданов. Художник как духовный вестник». Международный валютный фонд, Вашингтон.[11][13]
- 1994 — «Александр Жданов». Dupont Circle Gallery, Вашингтон.[11]
- 1993 — «Александр Жданов: русский авангард». Русский культурный центр при посольстве РФ, Вашингтон.[11][27]
- 1992 — «Александр Жданов». Gregory Gallery, Вашингтон.
- 1991 — «Александр Жданов». Alla Rogers Gallery, Вашингтон.[27]
- 1990 — «Пейзаж: точки зрения» (совм. с Т. Рэймондом и М. Синер). Alla Rogers Gallery, Вашингтон.[11][27]
- 1989 — «Последнее путешествие» («Путь Васи Кирова в США»[28]). Von Brahler Gallery, Александрия, Вирджиния, США.[11][27]
- 1987 — Выставка-продажа «На выезд к дочери». Москва.

## Цитаты
- «Знаменательна фигура Александра Жданова, который в 1964 году создаёт своё поистине уникальное произведение. „Детская коляска“, предмет, найденный на свалке и привлекший внимание художника своей уникальностью, сплющенная детская коляска, висящая на собственной ручке, это трагедия изуродованных человеческих жизней и вместе с тем чисто поп-артистская реплика на американский поп-арт. В этом предмете появляется некий пролог одномерности, сплющенности человеческой жизни, её детерминированности в самом начале. Здесь случайная деформация, как в тексте, предполагает некую „цитату“ из течения жизненных событий, археологический „взгляд“ на историю человечества» — Татьяна Вендельштейн, 2005.
- «Обладая абсолютным чувством цвета, Александр к середине семидесятых годов смог настолько минимизировать свою палитру, что ему для решения сложных живописных задач стало хватать двух, трёх красок. Более того, начиная с этого времени, Жданов создал ряд чёрно-белых произведений, которые производят впечатление полноценной (полихромной) живописи»[6] — Леонид Пузин, 2010.
- «Показателен сам образный мир этих картин… с их суровой лапидарной экспрессией, с их как бы „рубленой“ пластикой часто фронтально плоскостно предстоящих фигур, с их предельной лаконичностью изображений. Но они столь же ощутимо возникли не без опоры на живые непосредственные натурные наблюдения. Конкретные в основе образы тут действительно превращаются в своего рода обобщённо-условные пластические знаки, но это — знаки Бытия на земле. Они — символические воплощения „Здесь-Бытия“, неразрывно укреплённого в местном ландшафте. Здесь явственно возобладало следование русской традиции в её духовно-мировозренческом и в собственно художественном понимании»[27] — Сергей Кусков, 2002 г.
- «Жданов, воспринявший традиции экспрессионизма и позднего, „крестьянского“ Малевича, создал свою, то спрятанную в монохром, то взрывающуюся контрастами цветов, пластическую органику»[27] — Сергей Попов, 2002 г.

## Избранные групповые выставки
- 2023 — «Единицы времени» (из собрания С. Александрова). ММОМА, Москва[29][30][31].
- 2017 — «Современное искусство: 1960—2000. Перезагрузка». Государственная Третьяковская галерея, Москва.[1]
- 2017 — «Искусство Европы 1945—1968. Лицом к будущему». Государственный музей изобразительных искусств имени А. С. Пушкина, Москва[32][33].
- 2005 — «Коллаж в России. XX век». Русский музей, Санкт-Петербург.[1]
- 2005 — «Русский поп-арт». Государственная Третьяковская галерея, Москва.[34]
- 1996 — «Нонконформисты. Второй русский авангард 1955—1988. Собрание Бар‑Гера». Государственная Третьяковская галерея, Москва[35][36].
- 1996 — «Нонконформисты. Второй русский авангард 1955—1988. Собрание Бар‑Гера». Русский музей, Санкт-Петербург[35][36].
- 1992 — «Sammlung Talotschkin. Moskauer Avantgarde der 50er bis 80er Jahre». de:Kunststation Kleinsassen, Кассель.[1]
- 1990 — «Другое искусство». Государственная Третьяковская галерея, Москва.[37][38]
- 1990 — «В сторону объекта». Выставочный зал «На Каширке», Москва.
- 1987 — «Ретроспекция творчества московских художников. 1957—1987. Живопись». Галерея «Беляево», Москва.[1]
- 1980 — «Осенняя выставка живописи». Горком графиков, Москва.[1]

## Известные ученики
- Стуканов, Леонид Александрович (1947—1998) — российский художник, педагог.
- Фесенко, Юрий Иванович (род. 1955) — российский художник.
- Кабарухин, Леонид Андреевич (1951) — российский художник.
- Колганова, Вера Владимировна (род. 1964) — российский художник[39].

## Память
- В 2017 году в Ростове-на-Дону усилиями художников Александра Кислякова и Натальи Дурицкой была создана художественная галерея ZHDANOV, названная в честь Александра Жданова[1].
- В декабре 2023 года в ростовском Музее современного изобразительного искусства на Дмитровской при содействии галереи ZHDANOV была открыта выставка художника Юрия Фесенко «Побег из четырёх углов», посвящённая исследованию графической серии Александра Жданова «Зимние Паны»[40][41][42].

## Семья
- Герасимова, Галина Мстиславовна (1932—2010) — жена, российский учёный, к. т. н.
- Герасимова, Васса Александровна (род. 1963; Vassa Olson, USA) — приёмная дочь, мастер спорта по синхронному плаванию, член Олимпийской сборной СССР (1982).[10]